# プルト川
プルト川（プルトがわ、プルート川、ウクライナ語: Прут、ルーマニア語: Prut、ドイツ語: Pruth、ラテン語: Pyretus、ギリシア語: Pyretos）は、ヨーロッパの河川である。ウクライナ領内から流れ出し、ルーマニアとモルドバの境界をなす。ザカルパッチャ、ブコビナ、ベッサラビアを流れる。

## 概説
フツーリシュチナの分水嶺・カルパティア山脈のホヴェールラ山（2,061 m）のすぐ東斜面から流れ落ち、チェルニウツィー州を貫流した後、ルーマニアとモルドバの境界線に沿って流れ、ガラツィ東部でドナウ川に合流する。総延長953km。
中流部にはシュバシコウ、マガン、ハイイロガン、エリマキシギなどが生息している。モルドバのベレウ湖、マンタ湖などのプルト川下流部の氾濫原と湖沼群は2018年にユネスコの生物圏保護区に指定された。また、ウクライナの水源部、ルーマニアのヤシ付近の支流のジジア川中下流域の湿地、モルドバのプルト川下流部湖群はラムサール条約登録地である。

## 歴史
1711年、プルト川の戦いが行われた。
1877年、ギュスターヴ・エッフェルによって、現在のモルドバのウンゲニ県ウンゲニ（Ungheni）とルーマニアのヤシ県ウンゲニ（Ungheni）の間にエッフェル橋が架けられた。
2016年、同河川に2本の橋を架ける工事が開始されている。
また、この川を中心として環黒海環状道路を建設するというプロジェクトが立ち上げられており、ルーマニアのトゥルグ・ムレシュ～ヤーシ、モルドバのウンゲニ～キシナウ、そしてウクライナのオデッサというルートで幹線道路が整備される予定である。